# تاكومي ميايوشي
تاكومي ميايوشي (باليابانية: 宮吉 拓実) (7 أغسطس 1992 في شيغا في اليابان – )؛ هو لاعب كرة قدم ياباني سابق كان يلعب كمهاجم.

## وصلات خارجية
- تاكومي ميايوشي على موقع الاتحاد الدولي (مؤرشف)  (الإنجليزية)
- تاكومي ميايوشي على موقع رابطة كرة القدم اليابانية للمحترفين (اليابانية)
- تاكومي ميايوشي على موقع قاعدة بيانات كرة القدم.إي يو (الإنجليزية)
- تاكومي ميايوشي على موقع Soccerway.com (الإنجليزية)
- تاكومي ميايوشي على موقع عالم كرة القدم.نت (الإنجليزية)
- تاكومي ميايوشي على موقع كووورة